# Monte Rose (Nevada)
El monte Rose, también conocido como el pico Rose, es una montaña del estado de Nevada, Estados Unidos. Tiene 3285 m de altura. Es un volcán extinto.

## Descripción y ubicación
Es la montaña más alta del condado de Washoe, dentro de la cordillera Carson de Nevada, Estados Unidos. También es la montaña más alta de la Sierra Nevada dentro de Nevada.  Ocupa el trigésimo séptimo lugar entre los picos topográficamente más prominentes del estado.
Se encuentra entre el lago Tahoe y Reno y se puede llegar al monte a través de la ruta estatal 431. La nieve cae de noviembre a abril. Es parte de la espesura Monte Rose, que tiene 30 000 acres de terreno, siende también la más importante por ser la más alta.  La vista desde el monte Rose, mirando hacia el este, es el área de Truckee Meadows, el segundo centro de población más grande de Nevada.

## Geología
El monte Rose se formó en los últimos 30 millones de años a través de la acción volcánica, lo que lo hace joven en comparación con algunas secciones de la Cordillera de Sierra Nevada, que se comenzaron a formarse hace más de 250 millones de años. Aunque este volcán está extinto, todavía hay actividad hidrotermal a menos de 16 km (10 millas) al este de la cumbre.
Ahora el monte Rose es una mezcla de granito y roca metamórfica. Eso muestra también su formación que, como ya mencionado, fue en gran parte volcánica.

## Historia
Según una tradición, el pico lleva el nombre de Jacob S, Rose, uno de los primeros colonos, mientras que otra tradición afirma que la montaña tiene el nombre de Rose Hickman, un amigo del editor de periódico de la ciudad de Washoe, H.S. Ham.
El monte fue colonizado  en los 1840 y empezó a florecer, cuando se encontró plata cereca de él en 1859. Fue escalado por primera vez el 1 de enero de 1895 por Dr James Edward Church, profesor de universidad. Fue el mismo Dr. James Edward Church de la Universidad de Nevada, que estableció el Observatorio meteorológico Mount Rose, uno de los primeros observatorios meteorológicos de gran altitud de Estados Unidos, el 29 de junio de 1905.
A partir de 1930 se empezó a esquiar en el área y después de la Segunda Guerra Mundial se creó un lugar de esquí llamad Sky Tavern. Desde entonces el área floreció para los que hacían esquí hasta que todos los lugares de esquí se fusionaron en el llamado Mt. Rose Ski Tahoe ski area.

## Clima
El monte Rose, como la montaña más alta de la espesura Monte Rose, también es la única montaña de la espesura que tiene un clima alpino. Lo es por unos 100 pies (30,48 metros).